# Marketing mobile
Le mobile marketing ou marketing mobile ou m-marketing est le fait de réaliser des actions marketing à destination d’un consommateur, par le moyen du téléphone mobile, de façon ciblée
Aujourd’hui, quatre milliards de personnes dans le monde utilisent un téléphone, dont plus de un milliard de smartphones. Dans les années à venir, aux alentours de 2014,  l’utilisation du téléphone portable devrait dépasser celle de l’ordinateur.
Le mobile  marketing est un canal relationnel entre une marque ou une entreprise, de tous secteurs d’activités confondus, et les consommateurs. Il permet d’effectuer une communication au plus proche du ou des clients, de façon personnelle et ciblée.
Selon la définition académique d’Andreas Kaplan, le  mobile marketing est “toute activité marketing menée à travers d’un réseau ubiquitaire auquel les consommateurs sont constamment connectés à l'aide d'un appareil mobile personnel”.
Le développement de ce nouveau canal de communication a été lent jusqu’à la démocratisation des smartphones, mais il permet dorénavant aux entreprises d’accéder à des outils (SMS, MMS, flashcodes, etc.) riches et personnalisables afin de créer des opérations ponctuelles ou durables, et en complétant l’utilisation d’autres médias, selon les choix des annonceurs.

## Origines du mobile marketing
Le mobile marketing s’est développé à partir des années 2000, lorsque les opérateurs de téléphonie mobile ont mis en place l’interopérabilité des réseaux en France et dans le monde.
En effet, ceci a permis a plusieurs produits, ordinateur, téléphone, etc. de  fonctionner ensemble et sans restriction.
Les premières utilisations du mobile marketing étaient autrefois limitées à la simple utilisation du SMS, seulement aujourd’hui, grâce notamment à la commercialisation de l’Iphone, le mobile marketing est en plein essor.
Le mobile marketing et notamment la publicité sur téléphone portable trouve son origine, au moment où les mobiles ont pu être reliés à internet.
Au Japon, l’utilisation d’internet via son téléphone mobile était  déjà démocratisée en 2009. En effet, le taux de pénétration des mobiles était égal à 84,7 % cette même année.
La première création au Japon fut l’I-mode[réf. souhaitée]. Développé par le leader de la téléphonie mobile NTT DoCoMo, celui-ci permettait d’accéder directement à la messagerie électronique des utilisateurs  et à la consultation de services sur des sites web.
Grâce au succès de l’I-mode, les opérateurs mobiles japonais ont développé ses fonctions, en intégrant l’accès à des sites gratuits ou payants, ainsi qu’à des jeux en ligne, des chats, des services multimédias, etc. La publicité  s’est ainsi démocratisée dans un pays où les annonceurs dépensaient 840 millions d’euros en publicité sur mobile en 2008.
Les japonais surfent davantage sur internet par l’intermédiaire de leur mobile que de leur ordinateur, c’est pourquoi, les smartphones de marques étrangères  n’ont pas le succès escompté car ils ont un retard technologique par rapport à ce qui se fait déjà au Japon.
Toutefois, ce n'est plus le cas depuis quelques années. Le "feature phone" japonais, auparavant en avance, a été largement dépassés par l'arrivée de smartphones plus évolués sous iOs (iPhone d'Apple) et Android (Google). De ce fait, malgré la réaction des entreprises japonaises de téléphonie mobile, les nippons achètent de plus en plus de smartphones conçus à l'étranger (États-Unis, Corée du Sud, Taiwan...).

## Enjeux du mobile marketing
Pour les entreprises, collectivités publiques, sociétés, etc., appréhender le téléphone mobile comme une nouvelle solution de communication auprès de ses clients et ainsi exploiter les potentialités du commerce mobile est devenu incontournable.
Les usages du mobile se développent et ainsi les enjeux des entreprises grandissent. 34 % des mobinautes entre 15 et 50 ans utilisent leur mobile afin de consulter des informations sur une marque ou sur un produit, la majorité d’entre eux, 59 % l’utilise pour consulter l’actualité.
Les entreprises qui souhaitent tirer profit de cette nouveauté marketing, pourront grâce au mobile :
- Développer leur marque : par l’intermédiaire de campagnes SMS ou MMS par exemple, une marque peut ainsi utiliser les mobiles comme une interface de communication entre le téléphone et le site internet de la marque, en bénéficiant d’une image innovante.
- Conquérir de nouveaux clients : grâce au développement des bases de données clients, les marques peuvent effectuer des campagnes par l’intermédiaire du mobile, à savoir une communication autour d’événements de la marque ou encore d’offres promotionnelles. Là encore, le téléphone n’est qu’une première interface, le dialogue se poursuivra soit en magasin soit sur le site internet.
- Générer des revenus : comme par l’intermédiaire des sites marchands accessibles depuis un ordinateur, le commerce mobile est en plein essor et les annonceurs créent dorénavant des solutions pour le micro-achat.
- Fidéliser ses clients existants : afin de renforcer les liens déjà existants entre la marque et ses clients, le mobile permet de créer une offre personnalisée et individualisée.

Les annonceurs peuvent faire appel à plusieurs acteurs afin de mener à terme leur campagne de communication et de développement vers le marketing mobile. En plus des opérateurs mobiles, des agences de conseil et de marketing mobile, des prestataires techniques et des régies publicitaires mobile, se sont créent grâce à cette nouvelle tendance, permettant ainsi la création d’emplois dans une nouvelle branche du marketing.

## Les conséquences du mobile marketing
Les annonceurs, lorsqu’ils mènent une campagne de mobile marketing, doivent faire le choix entre diverses finalités qui sont les conséquences du développement du mobile marketing. D’une part la publicité mobile ou d’autre part le commerce mobile. L’ensemble de ces actions nécessitent, pour une entreprise d’être dotée d’outils performants, tant au niveau informatique et technologique, qu’au niveau du capital humain.

### M-publicité
L'apparition et la popularité des téléphones mobiles a permis l'essor de la  publicité par téléphone mobile.
Le téléphone mobile acquiert rapidement de plus en plus de fonctions et pourrait prendre la place de la télévision en tant que média principal, pour les entreprises qui souhaiteraient atteindre leurs consommateurs. Selon userADgents, la publicité mobile devrait passer de 3 milliards de dollars en 2008 à 11 milliards en 2012, soit un taux de croissance annuel de plus de 50 %[réf. nécessaire]. Le digital (Internet + Mobile) devrait ainsi représenter près de 45 % de la croissance du marché mondial de la publicité.
En France, ce type de publicité connait une croissance importante de son chiffre d’affaires qui est passé de 18 millions d’euros en 2008 (soit 1 % de la publicité on-line) à 23 millions d’euros en 2009, soit une augmentation de 30 %. Cela peut s’expliquer notamment par l’effet grandissant des smartphones à savoir l’augmentation du nombre de sites mobiles ainsi que le développement des applications mobiles.

#### Origines
Dans les années 1990, les premiers usages du téléphone portable étaient presque uniquement les appels téléphoniques. Les SMS (Short Message Service) se sont développés peu après. Objet très personnel et quasiment indispensable à tous ceux qui en possèdent un, le téléphone mobile est aujourd’hui bien plus qu’un outil de communication. Avec l’arrivée des smartphones sur le marché, les usages des téléphones mobiles se sont diversifiés : applications mobiles, Internet mobile, photos, vidéos, etc. Ces divers usages ont marqué un tournant en créant de nouveaux comportements de consommation mais également en ouvrant de multiples voies aux professionnels pour leur stratégie marketing et communication. Ce nouveau support est alors devenu une opportunité pour les annonceurs.
Le téléphone mobile peut être considéré comme un objet que l'utilisateur aurait en permanence sur lui. L'utilisateur désir de plus en plus un portable qui lui ressemble, voire qui reflète sa personnalité. Personnaliser son téléphone devient ainsi une industrie. Les fonds d'écran et les thèmes se développent, comme les  jeux mobiles ciblés sur un produit.
Dans un sondage d’Omnicom BBDO, 3 000 consommateurs de 15 pays ont été interrogés sur quels appareils et médias ils ne pourraient pas s’imaginer vivre sans.
En Chine, qui est le marché bénéficiant de la plus forte croissance mondiale sur le secteur de la téléphonie mobile, 61 % des personnes interrogées ont répondu qu'elles ne pourraient pas se séparer de leur téléphone mobile.

#### Enjeux de la publicité par mobile
La promotion de services mobiles devient de plus en plus importante pour les entreprises. Pour elles, le mobile est un moyen d'atteindre et d'interagir avec le client lors de l'intention d'achat, de ce fait les annonceurs ont un nouvel intérêt pour ce media. 
Le mobile est devenu un instrument de marketing. Grâce à cet outil, le consommateur bénéficierait de nouveaux moyens techniques plus nombreux et plus sophistiqués comparés à la publicité télévisuelle comme le téléchargement des jingles publicitaires comme sonnerie. On considère ainsi que le téléphone mobile pourrait devenir l’un des principaux supports publicitaires.
Les fonctionnalités du mobile évoluent et les utilisateurs y auront de plus en plus recours pour un usage autre que la communication traditionnelle (conversations, SMS). Une nouvelle ère du secteur de la téléphonie et de la branche de la publicité s’ouvre.
Il serait donc important pour les entreprises de se positionner dans la téléphonie pour mieux influer sur les choix du consommateur.
Par ailleurs, le cabinet d’étude Gartner, estime que les annonceurs devraient investir 3,3 milliards de dollars en publicité sur mobile en 2011.

#### Problématique
Les nouvelles campagnes de publicité sur mobile pourraient gêner certains utilisateurs, par exemple au Japon, il n'y a pas d'autorité de régulation. Les abonnés japonais reçoivent jusqu'à 50 SMS publicitaires par jour.
En Europe, une directive européenne conditionne les campagnes de la publicité par téléphone, et pour promouvoir le développement d'un marketing mobile sain, la MMA (Mobile Marketing Association) est chargée de définir les règles de comportement à respecter par les annonceurs.
En France, pour faire de la prospection directe au moyen d'automates d'appel, il faut d'abord avoir l'accord de la personne appelée. Il est alors question de push par opt in de l'abonné.

#### Les formes de m-publicité
La m-publicité offre de nombreuses possibilités car elle peut se trouver sous différentes formes. Les deux principaux types de publicités qui sont les plus utilisés sur le mobile sont le search et le display. Le search est principalement l’achat de mots clés sur les moteurs de recherche tandis que le display concerne plutôt l’affichage sur les différents sites mobiles.
Search :
- Les liens sponsorisés consistent en l’achat de mots-clés dans les moteurs de recherche de l’Internet mobile. Cela permet d’avoir une position avantageuse dans les moteurs de recherche car lorsque les mots clés vont être recherchés, le lien sponsorisé va apparaître dans les premiers de la liste.

Display :
- Les bannières sont des bandeaux le plus souvent cliquables situés dans la majorité des cas en haut de la page de navigation. Lorsque la bannière est cliquable, elle permet de rediriger l’utilisateur vers un site créant ainsi du trafic. Ces bandeaux se trouvent uniquement sur des sites mobiles qui louent des espaces publicitaires.
- L’interstitiel est un format de publicité en ligne qui intervient durant le temps de téléchargement d’un site mobile. Il s’agit d’encart publicitaire non cliquable qui a une durée limitée.
- Les vignettes sont des fenêtres, qui peuvent avoir différentes tailles, qui s’ouvrent lors de la navigation et qui apparaissent sur l’écran du téléphone. Il s’agit le plus souvent de vidéos.
- L’habillage des pages est un procédé couramment utilisé sur Internet. Il consiste à mettre les couleurs d’une entreprise sur la homepage ou page d’accueil d’un site mobile. Cependant, pour des raisons d’ergonomie, ce format n’est pas encore très répandu sur l’Internet mobile.

Il existe également des formes de publicité mobile qui ne se font pas sur l’Internet mobile.
- Depuis 2006, des sociétés proposent des contenus publicitaires pour les téléphones portables en passant par le Bluetooth. Cette technologie envoie une question au porteur d'un téléphone Bluetooth se trouvant dans la zone de couverture de l'émetteur - environ 20 mètres. Si l'utilisateur répond positivement à la question, le contenu est transféré par Bluetooth vers le téléphone, gratuitement, et rapidement (typiquement 200 kb/s). S'il répond non ou ne réagit pas à la sollicitation, aucune trace de la transaction n'apparaîtra sur le téléphone lorsqu'il aura quitté la zone de couverture. Les messages publicitaires les plus prisés sont actuellement les images (fixes ou animées), la vidéo (une vidéo de 500 ko est téléchargée en 20 secondes sur les téléphones les plus courants) et les MP3[18]. En France, Le Bluetooth marketing pourrait être considéré comme du spam et est considéré inacceptable par la CNIL[19].
- Le SMS (Short Message Service) est un moyen de communication utilisé par plus de 70 % des possesseurs de téléphones mobiles. Il est de plus en plus utilisé par les entreprises pour communiquer des informations à leurs clients. Dans une majorité des cas, il s’agit d’informer la clientèle de promotions en magasins ou de ventes privées. Ces messages sont courts et diffusent l’essentiel de l’information. Le taux de retour des SMS s’élève à 12 % contre 7 % pour l’e-mailing et 2 % pour le courrier postal. Ce moyen de communication est relativement performant et impact sur le comportement du consommateur.
- Le MMS ou « Multimedia Service » est un protocole permettant d'envoyer un fichier multimédia sur un téléphone mobile. Cet envoi utilise les réseaux des opérateurs. Ce fichier peut-être du simple texte (d'une longueur allant jusqu'à 3000 caractères), une photo ou une série de photos (sous forme de gif animé) voire une vidéo. Le fichier reçu est enregistré localement dans la mémoire du téléphone et peut être consulté à nouveau sans nécessiter une nouvelle connexion aux réseaux des opérateurs. Les MMS peuvent transiter de mobile à mobile ; on parle alors de MMS « interpersonnels ». Le prix de routage d'un MMS s'établit selon les opérateurs à environ 0,25 €. Les MMS peuvent également être utilisés par des annonceurs et leurs agences dans le cadre de campagnes de marketing direct. De nombreuses entreprises utilisent cette technique pour lancer des campagnes publicitaires.
- Le Flashcode est un code barres 2D qui peut être lu par les smartphones via une application mobile de lecture. Ces codes peuvent être présents sur divers supports de communication comme des affiches, des flyers, des emballages, des articles de presse, etc. et permettent de renvoyer l’utilisateur à un site mobile, de lui faire bénéficier d’une offre promotionnelle ou autre.
- Le Mailing vocal sur répondeur de mobile est une technique consistant à envoyer un message pré-enregistré directement sur les messageries de mobile. Cette nouvelle technique est essentiellement utilisée dans une optique de fidélisation et de recrutement du fait de l'originalité du canal et des possibilités de personnalisation du message.

#### Les espaces publicitaires
Certains supports de communication ont été réactualisés avec l’utilisation des téléphones mobiles.
La presse est couramment utilisée comme support. Aujourd’hui de nombreux journaux ont développé leur site mobile et vendent des espaces publicitaires permettant une communication ciblée. En 2008, le site mobile du Monde comptait 300 000 visiteurs par mois. L’Équipe comptait quant à lui 15 millions de pages vues par mois en off portal. Ces espaces publicitaires tendent à augmenter à mesure que la population s’équipe en smartphones.
Les réseaux sociaux font également partie des supports de communication dont l’audience n’est pas négligeable. Il est possible d’agir sur ces réseaux en créant un profil dédié. Ce profil pourra faire l’objet de communication pour l’entreprise à travers diverses informations et animations postées.
La télévision mobile est une option de plus en plus proposée dans les forfaits des différents opérateurs de téléphonie mobile. Elle permet à l’utilisateur de regarder un véritable programme télévisé sur son portable offrant ainsi la possibilité aux annonceurs de réaliser des publicités sur ce nouveau support

#### M-couponing
Le couponing est une technique de communication qui consiste à faire bénéficier d’offres promotionnelles à une base de données clients en envoyant des coupons de réductions par courrier ou par e-mail. Il est également possible d’informer la clientèle de telles offres via le téléphone mobile, il s’agit de m-couponing.
Le m-couponing permet à l’utilisateur d’avoir constamment sur lui ses offres promotionnelles évitant ainsi d’avoir à conserver des papiers.
Les informations peuvent être envoyées en pull ou en push. Lorsque l’utilisateur reçoit un SMS ou un MMS contenant une offre promotionnelle, il s’agit d’un envoi en push.
En revanche, lorsque l’offre promotionnelle est téléchargée à l’initiative de l’utilisateur, il s’agit alors d’un envoi en pull. L’offre peut être présentée sur de la PLV, des flyers, etc. avec un code 2D ce qui permet à l’utilisateur d’avoir accès à cette offre.
Il existe aussi une autre forme de m-couponing à savoir les applications mobiles. Ces applications sont payantes ou gratuites et permettent de réceptionner et de stocker les offres.
Les applications mobiles et les envois en pull sont des méthodes moins intrusives que les précédentes car elles sont téléchargées à l’initiative de l’utilisateur.

### Le m-commerce

#### Définition
Le mobile commerce, aussi connu sous le nom de m-commerce fut à l’origine essentiellement utilisé en tant que services d’informations ou services de personnalisation des téléphones (logos, sonneries…). Il repose désormais sur la capacité à vendre un produit ou un service par le biais des terminaux mobiles, grâce au développement des Smartphones et des abonnements 3G. Aujourd’hui, il s’agit principalement de transactions marchandes qui ont permis aux annonceurs d’ajouter un nouveau canal de vente à leur répertoire. Ces transactions passent par le biais d’une application mobile ou simplement par un accès classique au site internet à partir du téléphone.

#### Naissance du m-commerce
NTT DoCoMo (le nom provient de Nippon Telecom and Telegraph, et de l’abréviation Do Communications Over the Mobile Network), entreprise japonaise a lancé l’i-mode service. Ce service fournit une large gamme de services sur internet directement sur notre téléphone, s’appuyant sur la norme GRPS, un protocole de transmission par paquet. Il permet de surfer sur des sites spécialement conçus pour les mobiles en utilisant les standards de l’internet (HTML, e-mail). Ce service a été lancé en France en 2002 par le réseau Bouygues et était devenu le service le plus prospère avec plus de 34 millions d’inscrits actifs (NTT DoCoMo’s i-mode : developping win-win relationships for mobile commerce, David J. Macdonald, Strategic alliances, i-mode, Japan).

#### Caractéristiques
Le m-commerce est axé sur l’idée que les consommateurs, les distributeurs, les employés peuvent être atteints de n’importe où et n’importe quand. En effet, les barrières physiques et le lieu présents dans le commerce électronique disparaissent et le m-commerce permet d’entrer en contact à n’importe quel moment, de n’importe où et pratiquement pour n’importe quoi. Cela implique que la technologie du mobile commerce permet aux individus et aux entreprises d’atteindre plus facilement internet dans n’importe quel endroit et de manière indépendante. L’atout principal du m-commerce est donc d’avoir accès à internet sans se soucier de la localisation. Certaines caractéristiques du m-commerce le différencient du commerce traditionnel :
- Omniprésence : les utilisateurs peuvent obtenir n’importe quelle information, où ils le souhaitent, sans se soucier de leur localisation. Le m-commerce fait qu’un service ou une application soit disponible où l’on veut et quand on veut, au moment où le besoin surgit ;
- Accessibilité : grâce aux périphériques et aux dispositifs du mobile, les entreprises peuvent atteindre le consommateur n’importe où et n’importe quand. Cependant, l’utilisateur peut aussi limiter son accessibilité à certaines personnes et à certains moments ;
- Localisation : la connaissance de la localisation d’un utilisateur est une valeur ajoutée au m-commerce. De nombreuses applications sur la localisation deviennent disponibles grâce au m-commerce. En effet, par exemple, on peut être alerté lorsqu’un ami n’est pas loin de nous, ou si l’on souhaite localiser le restaurant le plus près. Les technologies du commerce mobile sont essentiellement indépendantes du lieu quand on le compare au commerce électronique. Parce que l’utilisateur a la possibilité d’emporter ce service d’un lieu à un autre quand il bouge[21] ;
- Personnalisation : Un grand nombre d’informations, de services et d’applications sont disponibles sur internet, et l’utilité des informations reçues concernant les utilisateurs sont d’une grande importance. Depuis que les propriétaires de mobile ont besoin d’une multitude d’applications et de services, les applications du m-commerce peuvent être personnalisées pour représenter l'information ou fournir les services de la manière la plus appropriée à un utilisateur spécifique ;
- Diffusion : de nombreuses infrastructures sans fil permettent de fournir des informations à tous les utilisateurs de mobile dans n’importe quel endroit. Cette fonctionnalité est un moyen efficace de diffuser l’information à un large nombre de personnes[22].

#### Valeurs ajoutées
Les applications du m-commerce offrent différentes opportunités aux utilisateurs :
- Accès facile et opportun à l’information : le m-commerce permet aux consommateurs de faire leurs achats de n’importe où et à n’importe quel moment. Cela engendre par conséquent, une augmentation des revenus de l’entreprise qui fournit ce service mobile ;
- Opportunité d’un achat immédiat : l’objectif est de fournir au consommateur, l’opportunité d’effectuer un achat personnalisé et immédiat, sur place et sans avoir recours à des alternatives ;
- Des «bons» basés sur les profils des consommateurs : Depuis que la localisation d’un téléphone peut être déterminée précisément, les magasins à travers des applications peuvent transmettre des informations spécifiques et propres aux consommateurs via leur mobile, comme l’alerte pour un événement à venir par exemple. Cela permet de délivrer des messages ciblés, des offres promotionnelles à n’importe quel moment et n’importe où, selon les préférences et le profil des consommateurs[20].

#### L’impact des applications du m-commerce
|                            | Efficience                                                                    | Efficacité                                             | Innovation                                                                    |
| Temps                      | Réduire le temps du cycle                                                     | Réduire le délai d'informations                        | Améliorer la qualité du service                                               |
| Mobilité                   | Capturer les informations électroniquement de n’importe où et n’importe quand | Accéder aux informations quand on veut et où l’on veut | Réagir à des problèmes et à des opportunités de n’importe où, n’importe quand |
| Relations                  | Améliorer la communication                                                    | Augmenter la collaboration                             | Augmenter la transparence des informations pour améliorer la « supply chain » |
| Leviers de la localisation | Surveiller et traquer                                                         | Alerter et créer des campagnes marketing               | Localiser                                                                     |

#### Utilisations du m-commerce
Le m-commerce peut s’utiliser dans divers domaines grâce à de nombreuses applications :
Dans le commerce, pour des transactions et des paiements. Le commerce est l’échange, l’achat ou la vente de biens impliquant le transport d’un endroit à un autre. Il y a de nombreux exemples expliquant que le mobile aide le commerce. Les consommateurs peuvent payer leurs amendes de parking via leur téléphone, les personnes peuvent vérifier leur compte en banque et avoir recours à des virements sans avoir besoin d’aller dans leur banque.
- Le divertissement : le divertissement a toujours joué un rôle crucial dans les applications internet et est probablement l’application la plus populaire pour les jeunes générations. Le m-commerce crée des applications en termes de téléchargement, de jeux, d’images, de vidéos, de musiques, des jeux de mises (poker)…
- La santé : le coût de la santé est cher et le m-commerce peut aider à le réduire. En utilisant la technologie du m-commerce, les médecins et les infirmières peuvent avoir accès et mettre à jour immédiatement les dossiers médicaux des patients. Cela améliore l’efficacité et la productivité, réduit les frais généraux, administratifs, et améliore et accroît la qualité des services.
- Le trafic, la circulation : déterminer la position du conducteur, du véhicule, donner des directions, guider, donner des infos sur la circulation…
- Les voyages et tickets : donner un hôtel le plus proche, acheter des tickets en ligne…
- Suivi des stocks et expédition (distribution) : la livraison au juste à temps, c’est-à-dire en temps voulu et requis est décisif pour le succès d’une entreprise aujourd’hui. Le m-commerce permet à l’entreprise de garder une trace de ses expéditions, de rendre les livraisons efficientes, c’est-à-dire respecter les temps, donc ainsi améliorer la satisfaction des consommateurs[24].

|                       | Principales applications                                       | Clients                                              |
| Commerce              | Transactions, paiements, virements                             | Entreprises                                          |
| Divertissement        | Jeux, images, musiques, vidéos, téléchargements, jeux en ligne | Industrie du divertissement                          |
| Santé                 | Accès et mises à jour des dossiers des patients                | Hôpitaux, cliniques….                                |
| Expédition, livraison | Suivi des produits et expéditions                              | Services de livraisons et d’expédition, de transport |
| Trafic                | Directions, localisation, consultation du trafic…              | Industrie automobile                                 |
| Voyages et tickets    | Voyages                                                        | Industrie voyage et ventes de ticket                 |